# 1515
1515 (MDXV) fue un año común comenzado en lunes del calendario juliano.

## Acontecimientos
- 1 de enero: Francisco I es proclamado rey de Francia.
- 13 de mayo: en el palacio de Placentia de Greenwich (Inglaterra) se casan la reina viuda de Francia María Tudor y el aristócrata Charles Brandon.
- 7 de julio: Las Cortes de Castilla, sin participar ningún navarro, deciden la anexión de la Alta Navarra al Reino de Castilla.[1]
- Junio: invasión de Persia por el sultán otomano Selim I.
- 12 de agosto: se celebra el matrimonio del rey Cristián II con Isabel de Austria.
- 14 de agosto: Se utiliza por vez primera para una ejecución el instrumento de tortura denominado Doncella de hierro.
- 25 de agosto: Diego Velázquez funda La Habana en la isla de Cuba.
- 5 de septiembre: Selim I captura la capital persa, Tabriz sin resistencia, pero no la puede mantener.
- 15 de septiembre: Batalla de Marignano.
- 27 de noviembre: Fundación de la ciudad de Cumaná por fray Pedro de Córdoba y los franciscanos en Venezuela.
- Guerra civil sueca contra los daneses.
- Fundación de Santiago de Cuba.
- Revueltas campesinas en Suiza y Austria.
- Juan Díaz de Solís descubre la desembocadura del Río de la Plata.
- El duque de Borgoña, futuro Carlos I de España, es declarado mayor de edad y se encarga del gobierno de Flandes.
- Independencia de Suecia.
- Destrucción de las piedras de Mora
- En Basilea (Suiza), Juan Ecolampadio se convierte en el predicador de la Catedral de esa villa.
- Expedición militar mallorquina e ibicenca en defensa de la plaza de Bugía frente al ataque de Barbarroja.
- En México, Cuauhtémoc es designado «señor de Tlatelolco».

## Arte y literatura
- Tiziano: Amor sagrado y amor profano.

## Nacimientos
- 28 de marzo: Teresa de Jesús, religiosa y poetisa española (f. 1582).
- 22 de julio: Felipe Neri, religioso y santo italiano (f. 1595).
- 22 de septiembre: Ana de Cleves, cuarta esposa de Enrique VIII de Inglaterra (f. 1557).
- 20 de noviembre: María de Guisa, reina consorte de Escocia y regente de su hija María I (f. 1560).

### Sin fecha
- Cristóbal Acosta, médico y naturalista portugués (f. 1594).
- Şehzade Mustafa, príncipe otomano (f. 1553).
- Francisco de Toledo, virrey del Perú (f. 1582).

## Fallecimientos
- 1 de enero: Luis XII, rey francés.
- 6 de febrero (según el calendario juliano): Aldo Manuzio, humanista e impresor italiano (n. 1449).
- 20 de julio: Íñigo López, aristócrata castellano (n. 1440).
- 5 de noviembre: Mariotto Albertinelli, pintor italiano.
- 2 de diciembre: Gonzalo Fernández de Córdoba, militar español (n. 1453).

### Sin fecha
- Alonso de Ojeda, navegante, gobernador y conquistador español.
- Nezahualpilli, rey de Texcoco.